# 九月政爭
九月政爭，或稱馬王政爭，是一場2013年9月發生在臺灣的政治事件，關於時任中華民國總統兼中國國民黨主席馬英九和立法院院長王金平的政治鬥爭。在本次政治風暴當中，總統馬英九和行政院院長江宜樺遭到同步傳喚到案，同時異地偵訊作證，在政壇創下歷史首例。立法院院長與立法委員涉入的關說疑雲、檢察總長及總統涉入的洩密疑雲、最高法院檢察署特別偵查組（特偵組）涉入的監聽國會事件，多項重大疑案都在九月政爭當中浮現。
本次事件以特偵組對媒體多次通知「切勿錯過」的記者會為起點，引發一連串總統、行政院、立法院等中央政府高層首長之間的衝突與對立，範圍包括身兼執政黨主席的國家元首（兼任中國國民黨主席的總統馬英九）、政府首腦（行政院院長江宜樺）、司法行政機關首長（法務部部長曾勇夫）、檢察機關首長（最高檢察署檢察總長黃世銘）、立法機關首長（立法院院長王金平）等中央政府高層首長。
公眾得以知悉此次事件，始於2013年9月6日，特偵組召開記者會認定法務部部長曾勇夫、高檢署檢察長陳守煌、立法院院長王金平等人涉嫌關說。9月9日，最高檢察署檢察總長黃世銘召開記者會說明，並無聽到任何刑事案件的不法，認定關說為「行政不法」。9月11日，馬英九以國民黨主席身份在總統府召開記者會，譴責立法院院長王金平對檢察體系的司法關說。國民黨下令開除王金平的黨籍。由於王金平在立法院是不分區立法委員，因此一旦失去黨籍，將不僅失去國民黨黨員的身分，也將被迫放棄立法委員與立法院院長的職位。為了保住自己的立委身分，王金平立即向法院提起「確認國民黨員資格存在」的民事訴訟，9月13日獲法院裁准保留黨籍的假處分，暫保立法委員職位，也得以留任立法院院長。
9月28日，民主進步黨的立法委員管碧玲揭發監聽國會事件，管碧玲表示，特偵組於5月16日至6月14日監聽國會總機，可監聽所有使用該總機播出電話的立法委員，特偵組立刻出面否認監聽國會，但慘遭記者當場揭穿特偵組說謊。檢察總長黃世銘只好召開記者會承認監聽國會，但說這只是一個失誤，並向社會大眾致歉。消息一出，朝野立委震怒，紛紛痛批黃世銘與特偵組違法濫權，竟敢監聽國會，還開記者會狡飾。
王金平關說案由特偵組移送台北地檢署調查後，以查無事證結案，相關人等皆未起訴。有關與國民黨的黨籍訴訟案，一、二審皆判決王金平勝訴，直至2015年國民黨主席朱立倫宣布停訟，承認王金平仍保有黨籍，全案定讞。反而是當年調查王金平的檢察總長黃世銘，因對外洩露監聽及偵辦內容，違反「偵查不公開原則」及「公務員保密責任」，遭到臺灣高等法院二審判決洩密罪定讞。
2017年3月14日，台北地檢署依違反通訊保障及監察法、刑法洩密罪、個人資料保護法等罪起訴馬英九。2019年7月12日，馬英九涉及洩密部分，更一審高等法院最終以《刑法》第21條第1項規定：「依法令之行為，不罰」，認定馬前總統是以《憲法》第44條「院際調解權」來行使該行為，雖已構成洩密行為要件，但認同被告見解是依照憲法保障的總統職權為之，故判無罪定讞。

## 概要
九月政爭由一連串互有牽連的疑案而引起，大致擁有三個疑案，分別是：
- 關說疑雲；
- 監聽國會疑雲；
- 洩密疑雲。

而後也引發了國民黨籍立法院長王金平的黨籍保衛法律戰，法務部長曾勇夫被迫辭職，專欄作家南方朔與時任駐美代表金溥聰之間的訴訟案，以及在野黨發動了倒閣。

## 背景

### 柯建銘全民電通背信案
1997年，柯建銘擔任全民電通公司總經理期間，被指控以友人支票跟全民電通換現金，涉嫌挪用全民電通1,200萬元，遭到檢方以背信罪起訴。之後，法院一、二審皆認定柯涉案事證明確，依違反《商業會計法》判柯6月徒刑、得易科罰金。
至高等法院更一審，改認定柯建銘是向全民電通借款，並無指示或干涉作帳等不法，且至今全民電通仍握有債權，並未受損，改判柯無罪。高檢署檢察官林秀濤曾經調卷研究更一審判決無罪的理由，終未上訴，全案無罪確定。
2011年特偵組因懷疑民進黨立法院黨團總召集人柯建銘委員可能涉及陳榮和收賄案及吳健保關說假釋案，對柯建銘進行長達近三年的監聽。監聽中錄到2013年6月28及29日王金平打給柯建銘，告知柯他處理全民電通背信案更一審檢察官上訴一事之相關內容。

### 特偵組暢行監聽
2010年7月12日，特偵組偵辦高等法院司法官集體收賄案，搜索法官陳榮和住處，查獲90萬元現款，因來源不詳，特偵組另行簽分100年度特他字第61號繼續偵查。特偵組懷疑柯建銘戶頭內有來源不明的資金，以偵查100年度特他字第61號案，經臺北地方法院核發許可對柯建銘監聽。
特偵組在102年聲監續字第406號中，監聽某特定人士時，懷疑柯建銘介入吳健保關說假釋案。隨後，特偵組又以102年聲監續字第782號吳健保假釋關說案，對柯建銘進行長達近三年的監聽。在這期間，又因監聽到柯建銘助理，指示某特定人士匯款的對話，再度以102年聲監字第527號、102年聲監續字第568號等案號，申請監聽。2013年5月16日到6月14日監聽包括監聽0972及0938兩隻號碼，0938手機為柯建銘所有，0972號碼則為該號碼為立法院節費電話（小總機）之一，由立法院中興大樓專用，柯建銘辦公室並不位於此。柯建銘於9月27日收到台北地方法院寄出的監聽通知而發現此事，並由管碧玲於9月28日告知大眾，引起關於特偵組監聽國會的廣大爭議。
2013年6月，最高法院更一審對全民電通背信案一事判決無罪後，柯建銘與王金平通話，通話內容被特偵組錄下。柯建銘在通話中提及希望檢方不要繼續上訴，王金平回應，曾勇夫會去處理。而檢察官林秀濤最終並未提起上訴。
7月5日，特偵組拿到柯建銘與王金平之間的監聽譯文。7月8日，柯建銘背信案的上訴時限結束，林秀濤並未上訴。
7月13日至9月5日，特偵組取得林秀濤的簡訊，懷疑林秀濤可能收受賄賂，或以不上訴來換取升遷機會，向法院取得三張監聽票，對林秀濤進行監聽；同時清查她的銀行帳戶、信用卡刷卡資料等。但事後，立委要求最高檢察署提供監聽林秀濤監聽票，其中一張，不但沒有林的電話，反而和監聽柯的四張監聽票是同一張，還出現吳健保的電話。連林秀濤年僅十二歲的女兒，也被掛線監聽，還意外聽到林秀濤女兒與別人的私密通話。
特偵組監聽林秀濤一事，檢察總長黃世銘於2013年9月25日於立法院被質詢時承認，懷疑林秀濤有收受賄賂、不正利益的貪瀆罪嫌，因此曾以貪瀆為由聲請監聽林秀濤。總統府表示，檢察總長沒有跟總統報告過此事，總統也是在檢察總長於立法院承認此事之後才知道。監聽消息傳出後，林秀濤表示不知道自己被特偵組監聽，也沒有收到監聽票。

### 特偵組訊問林秀濤
2013年8月31日，特偵組訊問檢察官林秀濤與陳正芬。
林秀濤在訊問中間休息時間，致電其牧師友人，討論此事。特偵組以現譯方式，同步將其對話側錄，將其對話內容交給檢察官鄭深元與組長楊榮宗，之後轉交黃世銘。黃世銘在獲得此份譯文後，於晚間9點，連絡馬英九總統隨扈，求見總統。隨後約於晚間9點半，特偵組結束對林秀濤偵訊，繼續訊問檢察官陳正芬時，馬總統隨扈來電告知總統將要接見。由特偵組檢察官楊榮宗幫忙開車，黃世銘進入總統官邸，向總統報告。
林秀濤於9月6日表示，特偵組引用她的證詞，卻曲解她的意思。9月10日，林秀濤表示特偵組8月31日來電要求隔天親赴特偵組說明案件。但特偵組拒絕回答訊問理由，林為了釐清事件，當晚即主動前去特偵組。林秀濤事後聲稱，因她拒絕回答，訊問檢察官以移送法辦、裁罰、測謊等方式施壓，林因感到緊張，便以零星記憶答覆。檢察總長黃世銘當晚即向總統報告此案。林秀濤事後得知，批評黃世銘「一邊叫我不要洩密，自己卻跟總統說，事後又拿我開刀，真是太過分了。」

## 開端

### 報告監聽內容及總統主動約詢
2013年8月31日，颱風康芮來襲的周六晚間，在馬英九總統結束防災會報後，檢察總長黃世銘進入總統官邸，向馬英九總統報告此案，並將通話譯文與林秀濤證詞交給總統，並告知總統，預定在9月6日召開記者會。馬英九留下通話譯文與證詞，隨後召見江宜樺、羅智強討論譯文內容與案情，馬英九事後宣稱，三人的結論為「尊重，不做任何處理」。晚間11時到12時，黃世銘接到馬英九總統電話約詢，想確認關說案能否成立，當時他仍在檢察官楊榮宗車上。9月1日，黃世銘再度進入總統官邸向總統報告此案，黃世銘除了攜帶修改錯字過後的監聽譯文外，同時將對王金平、陳守煌、曾勇夫、柯建銘等人的完整監聽內容及個人資料，送交總統。
9月2日，馬英九召開府院黨五人小組的例行會議，王金平為了二女兒出嫁，口頭向馬英九表示，自9月6日起將請假五天出國。
9月4日，馬英九總統致電，建議黃世銘至行政院，向江宜樺報告此案。黃世銘攜帶呈送總統的同一份報告，向江宜樺報告，江宜樺僅表示尊重特偵組，並提醒黃世銘，要注意務必確認證據堅固度，譯文詳實。黃世銘在事後說，當時他並不曉得江宜樺事先已知此案內容。
9月5日，特偵組確認柯的帳戶金流的來源，與陳榮和法官無關，停止監聽，簽結陳榮和案。同時停止以現譯方式監聽林秀濤。

### 特偵組「切勿錯過」記者會
2013年9月6日早上，王金平登機前往馬來西亞。特偵組三度發出簡訊給各大媒體記者，告知準備召開「重大司法風紀事件」結案記者會，並一再提醒記者「切勿錯過」。在9月6日的記者會中，特偵組對外公布部分監聽內容。
| 2013年6月28日（王金平打給柯建銘）： 王：喂，要找你都沒人。 柯：我靜音啦，我下午有開了。 王：這樣啦，那個「阿煌」（指陳守煌）有打電話來了。 柯：怎樣？ 王：他是跟我說那個女孩（指承辦檢察官）姓林，林秀濤(音同「桃」)，他說他是勇伯（指曾勇夫）啊的人啦。 柯：喔！勇伯啊的人喔！ 王：所以他叫我跟勇伯啊說。 柯：（不清楚） 王：沒啦，我已經跟勇伯說完了。 柯：他怎麼說？ 王：他說好啦，他會盡力，他會弄。 柯：勇伯要處理沒？ 王：勇伯要處理。 柯：沒問題吧？ 王：不知道，就讓他處理。他就說他要處理啊。 柯：好好好。謝謝。 王：就讓你知道一下，今天就是要跟你說這個，你電話都沒有聽哩。 柯：我轉靜音忘記了。 王：我以為你在賺錢哩，好啦，今天沒，好啦，知道了吼。 柯：好啦，謝謝。 2013年6月29日（王金平打給柯建銘）： 柯：喂。 王：（年輕男子聲音，不清楚） 柯：喂。 王：（不清楚，疑似叫柯外號某某） 柯：對。剛離開，要先走了。你先走了喔？ 王：你有來嗎？你有來這裡嗎？ 柯：我剛離開。你在那裡？ 王：我離開後，要另外休息。我跟你說，剛才那個人在那邊你有看到嗎？ 柯：啥？ 王：伯啊，就勇伯啦那一個伯仔那一個。 柯：你說那一個？ 王：勇伯啊。勇伯啊。 柯：我沒遇到，我剛離開。 王：他跟我說OK了。 柯：好好。謝謝。 王：好好。 |

特偵組認定法務部長曾勇夫、臺灣高等檢察署檢察長陳守煌涉嫌接受關說，雖未涉刑責，仍依行政責任，將曾勇夫移送監察院，陳守煌則依法官法移送檢察官評鑑委員會；王金平與柯建銘未涉刑責，行政責任部分以國會自治為由，簽結不處理。曾勇夫在記者會後立刻表示自己的清白，拒絕辭職，但在下午、晚間兩次赴行政院向行政院長江宜樺說明，在江宜樺的壓力下請辭。

### 總統與立法院院長
2013年9月7日，馬英九參與國民黨中常委選舉後，向記者表示，他已要求王金平回國說明。王金平在電話中對總統回覆，出國至馬來西亞是為了二女兒要出嫁，無法立即回國。
9月8日，總統馬英九在副總統吳敦義及行政院長江宜樺陪同下，召開記者會，公開譴責立法院院長王金平，並以「恥辱的一天」形容目前處境。馬英九嚴詞批評王金平，並且質問：「如果這不是關說，那什麼才是關說？」馬英九在記者會結束後，9月9日早上，致電前國民黨主席吳伯雄，尋求支持。前副總統連戰透過辦公室主任丁遠超表示，處理王金平事件，做法並不公平，連戰成為首位表態反對的國民黨大佬。總統府副秘書長羅智強在隔日強硬反擊。
9月10日，王金平晚間八點在臺灣桃園國際機場舉行記者會發表聲明，說明打電話給法務部長曾勇夫及高檢署檢察長陳守煌，目的是要提醒法務部及高檢署依法不要有濫權上訴的情形，沒有要求不要上訴，與曾勇夫及陳守煌的通話，並非關說，亦抨擊特偵組未審先判、濫權，提供監聽資料之行為，違法又違憲。
同日，總統府方面指責王金平「公信破產」，以「安慰說」硬拗關說，「若行正坐穩，沒有關說，誰鬥得了他？」表態支持現任立法院副院長洪秀柱「為人正派、對國民黨忠貞」，若能夠扶正院長，是不錯的考慮。

### 中國國民黨撤銷王金平黨籍
9月11日，召開考紀會前夕，國民黨主席馬英九在國民黨黨部召開記者會，聲明王金平已不適任立法院院長，要求開除他的黨籍。同時取消接見外賓，在中央黨部等待考紀結果出爐。王金平至考紀會遞交陳情書後離開，考紀會一致決議開除王金平黨籍。
依照臺灣現時的立法委員單一選區兩票制選制，王金平被開除黨籍後，將喪失全國不分區立委身分，若不具立委身分亦即消失立法院院長資格。王金平表示將進行申訴恢復黨籍，並委請許英傑律師，至臺北地方法院遞狀聲請假處分，要求國民黨將撤銷黨籍的處分，暫緩送至中選會，同步提出「確認黨籍存在」民事訴訟，但這些動作國民黨已在法院開庭前完成。王金平的黨籍撤銷已於9月11日送達中選會，而中選會也於同日把王金平立法委員資格喪失證明送達立法院，內政部表示王金平的立委資格已經喪失，但王金平於黨內的申訴權仍未喪失。
9月11日，民進黨黨團宣布取消參加原訂於9月15日所舉行與國民黨的服貿辯論。同日，國民黨中常委連勝文表示，現在是中華民國102年，不是「大明王朝」，任何人都不能高過法律，就算總統、院長也不例外；如果王金平真有違法，應該透過正當法律程序處理。王被未審先判鬥掉，實在讓人非常難過。9月12日，負責馬英九9月8日記者會聲明稿撰寫的羅智強，請辭總統府副秘書長職務獲准，並聲明棄選基隆市市長。羅發表題目為「當照明彈，做最後燃燒」的公開信，並聲稱請辭獲得准許的原因是「就讓我任性一次吧。」
9月13日，臺灣臺北地方法院由張瑜鳳、陳靜茹、梁夢迪三位法官組成的合議庭，裁准王金平以938萬元擔保金（即王金平當院長餘下任期的薪金）擔保，繼續保留行使國民黨黨員職權的權利。其餘假處分、暫時處置聲請均遭駁回。
臺北地方法院於2013年9月13日對於王金平所提出的保全黨籍假處分案裁定暫保王金平黨員資格後，中國國民黨緊急開會討論因應對策後定調表示，不承認王金平為國民黨籍立委及立法院長，未來將不會邀請王金平參與黨務活動，包括取消總統府五人小組會議、取消國民黨慣例在立法院每會期開議前一天的立法行政部門議事運作研討會、並將同時段會議名稱改為國民黨黨團會議、取消邀請王金平於2013年9月29日在國父紀念館舉行的國民黨全國代表大會等，但基於尊重司法獨立與法院裁定的前提下，仍稱呼王金平為院長。由於有多個團體打算在9月29日發起抗議活動，國民黨於9月23日決定將全代會延期並更換地點，並於9月24日宣佈此決定。對此，公民行動倒馬聯盟於9月24日表示，「國民黨不論龜縮到任何地方，我們上山下海都會跟到底！」
9月16日，國民黨提出抗告，由臺灣高等法院受理。9月18日，連勝文表示：「『潘朵拉的盒子已經打開。』這次事件若要解決，必得透過『公平、獨立』的第三方仲裁，自己不反對馬所堅持的司法正義，但不能認同馬『要怎樣就怎樣』的做法。 」
高院於9月18日以電腦抽籤方式抽出受命法官王麗莉、審判長魏麗娟、陪席法官李媛媛，並於9月26日公開審理此案。9月30日，高院合議庭裁定駁回國民黨提出的抗告案。國民黨原計於10月11日再度提起抗告，國民黨文傳會副主委殷瑋於10月5日，向媒體轉述，主席馬英九決定不再對假處份案提起抗告，但是王金平確認黨籍存在的民事訴訟仍然會持續下去。

### 監聽國會事件
特偵組在調查本案時，居然監聽了國會總機號碼，因而可以監聽每一位使用該電話，或通過該電話通訊的國會議員，被揭發後，特偵組出面否認，卻遭到記者揭穿，而後黃世銘承認不慎監聽國會總機，引發監聽國會的疑慮。
9月25日黃世銘在國會備詢時，承認對林秀濤也監聽，但是先前黃於9月9日的記者會表示「只對柯委員一個監聽，一個人監聽，沒有對國會議長的監聽」，黃遭質疑在9月9日的記者會中說謊。
特偵組緩頰道，黃在9月9日的說法是指只監聽了柯建銘但順便聽到王金平的通話，而媒體也形容特偵組的說法為「硬拗」。
9月28日，民進黨立委管碧玲公佈特偵組監聽了立法院總機的節費號碼，此號碼為立法院總機的代表號，申請使用人從來未變更，也未對外公布此號碼，故特偵組根本是刻意監聽國會。管碧玲批評，特偵組監聽國會總機，等於可以突破該總機底下的所有分機，監聽使用該電話的所有國會議員。特偵組多次表示，是因為該電話為「0972」開頭，疑似為個人用的行動電話。不知其為國會電話，才會「誤聽」，但法務部事後卻發覺，特偵組5月時便曾撥打此電話，是刻意監聽國會專線，居然在9月還堅稱不知情，匪夷所思。

### 特偵組說詞被拆穿
特偵組主任檢察官楊榮宗立刻出面否認，並大力說明，該號碼絕不是立法院總機，至於是誰的號碼，楊表示是私人手機，依法不得公佈，卻慘遭記者當場撥打，立刻接通立院總機，而拆穿特偵組再次說謊。當晚，黃世銘召開記者會，承認監聽的是國會總機，但只是誤會一場。黃代表特偵組向人民鞠躬致歉。10月，法務部又查出特偵組5月時就曾撥打過此專線，完全理解此為國會總機。特偵組只以「誤打」二字，含糊帶過。
包括國民黨在內的朝野立委痛批特偵組是「白色恐怖好，監聽喫到飽」，國民黨的立委蔡正元也大罵：「連立院總機都不放過，有哪一個人民可以放過？黃世銘根本就是沒有牌照的特務。」，要求黃下台負責。。立法委員管碧玲指出，被特偵組監聽的電話號碼是立法院中興大樓專用，但立法院長王金平與民進黨立委柯建銘的辦公室根本不在中興大樓，管碧玲質疑「究竟特偵組在監聽誰？」中興大樓當時有82位立法委員的國會辦公室。
預定接任法務部部長的羅瑩雪，在9月28日還未上任時，便表示：特偵組在「監聽國會事件」中沒有主觀意圖，查案方向也沒大問題。由於發言當時臺北地檢署、檢察官評鑑委員會、監察院等單位才剛剛開始調查關於黃世銘及特偵組是否違法濫權的問題，法務部監聽事件調查小組則尚未成立，輿論批評羅的作為，乃為未審先判。

## 疑雲與發展

### 馬黃多次見面商議對策
黃世銘於9月25日於立法院回覆質詢時表示9月1日馬黃兩人也見過面，使外界所知的馬黃會面次數由一次變兩次。黃世銘表示9月1日是馬英九主動約見，又於9月25日向記者主動表示馬英九在9月6日特偵組記者會後又有數次來電。9月30日，黃世銘表示，原本計畫在9月2日傳喚涉案的王金平、柯建銘、陳守煌、曾勇夫等四人，但特偵組內部討論後認為涉及行政不法，特偵組沒有行政調查權而作罷。馬英九於10月2日接受採訪時表示，8月31日晚上黃世銘到官邸報告後，晚上10點左右，馬英九將江宜樺和羅智強召來官邸討論。柯建銘質疑，如果馬英九在8月31日與江宜樺、羅智強討論後決定命令黃世銘停止傳喚王金平等人，並跳過所有程序正義行為，讓黃世銘在9月6日開記者會，則馬英九、江宜樺、羅智強等三人都涉嫌妨礙司法、干預個案及教唆洩密等罪。由於柯建銘關說案於9月5日簽結，而8月31日黃世銘於簽結前便求見馬英九，引起外界質疑黃世銘涉及洩密罪。
由於江宜樺於9月30日接受專訪談及黃世銘找他報告關說案的過程，已於10月1日收到傳票即將被檢方傳喚作證的總統馬英九也於10月2日接受電台專訪談論與黃見面的細節等案情，形同把他的證詞公開告訴黃世銘，民進黨主席蘇貞昌等批評，此舉等於是「空中串證」。
檢察總長黃世銘在9月30日首次表示：他除了8月31日及9月1日面見馬總統外，在9月6日特偵組開完記者會後，馬總統也曾打電話給他，但他不願進一步說明談話內容及通話次數。總統府後來坦承9月6日後，馬總統「的確有數次打電話給檢察總長黃世銘」。

### 王金平確認黨籍存在訴訟
2014年3月19日，台北地院一審對王金平確認黨籍存在訴訟案做出判決，審判長張瑜鳳、受命法官梁夢迪、陪席法官陳靜茹等三位合議庭法官，以不符合比例原則等理由，判決王金平勝訴，保有國民黨黨籍。5月5日，國民黨提起上訴，高等法院由法官王怡雯負責承辦。
6月19日，司法院庭長任期審查委員會，以七比四的票數，決議拔除台北地院法官張瑜鳳的庭長職務。在34位一二審庭長中，張瑜鳳是唯一遭到拔除的。司法院秘書長林錦芳指出，這是無記名投票，主因是參與審查的司法官，多數認為張瑜鳳審判不認真，否認有任何政治關連。另一位陪席法官陳靜茹，因四年前的過失，遭監察院彈劾，4月28日司法院職務法庭判陳靜茹降級改敘。
9月26日，高等法院二審宣判，王金平勝訴。10月22日，國民黨上訴最高法院。
2015年2月25日，國民黨主席朱立倫宣布無再委任律師承受原訴訟的必要，停止訴訟，確認王金平黨籍存在。在前主席馬英九時代做出的撤銷黨籍案，交由考紀會重新審理。3月5日，最高法院裁定，朱立倫必須以國民黨法定代理人身分承接原訴訟。但因第三審採取律師代理制，如果朱立倫堅持不再委任律師進行訴訟，最高法院將以違反法定程序駁回國民黨的上訴。

### 司法起訴與調查
黃世銘洩密案
檢察總長黃世銘於2013年9月9日記者會，稱一定會處理檢察官林秀濤，而林秀濤數日後得知黃世銘竟向總統報告，則感到憤怒，因為林被訊問時，特偵組曾告知不可對外洩露，否則將會被追究洩密罪。
2013年10月3日晚間，因黃世銘被告發涉嫌妨礙司法公正、洩密等罪，臺北地檢署主任檢察官張介欽，以被告身份，傳喚黃世銘。黃世銘成為首位以被告身份遭訊問的現任檢察總長。由於檢方擔心馬英九、江宜樺、羅智強與黃世銘有持續空中串證疑慮，且逐一傳喚也有相同顧慮，因此同時以證人身份傳喚三人。黃世銘聲稱，此案不涉及刑事責任，只有行政責任，他以多年辦案經驗，認為此案已經實質偵結，因此才向總統報告，否認有洩密。
12月27日，江宜樺以證人身份出庭，江宜樺供稱，因當時黃世銘直屬長官前法務部長曾勇夫涉案，才會越級向行政院報告。而黃世銘於9月4日會見江宜樺時所呈交的關說案書面報告，江宜樺則認為其非正式公文，已於9月6日記者會後銷毀。
2014年3月21日，台北地方法院以洩密罪判決黃世銘有罪，黃世銘宣布請辭檢察總長一職。4月3日，總統府批准辭呈，黃世銘回任最高檢察署檢察官。
2015年2月12日，臺灣高等法院合議庭認定黃世銘向總統及行政院長洩露偵察中的偵辦內容與通聯記錄等機密事項，依違反《通訊保障及監察法》及洩密罪判黃世銘1年3月徒刑，得易科罰金45萬5千元，全案定讞。由於黃世銘已於2015年1月6日退休，銓敘部表示，依《公務人員退休法》黃未遭判褫奪公權或涉內亂外患，退休金照領，已發的退休金不追回，未來每月17萬餘元的月退也會續發。柯建銘批評，該案拖了一年多才宣判，明顯圖利讓黃世銘拿到退休金。黃世銘於1月6日新的法官法生效日退休，時間點被質疑是要在二審定讞前退休，並在從優退休的新的《法官法》生效時，趕在第一波退休。
全民電通關說案
特偵組將關說案移送台北地檢署調查。除王金平與柯建銘的對話外，特偵組另外監聽到台北市議員許富男與柯建銘的通話，許富男要柯建銘去找前高院法官楊炳禎，特偵組也懷疑此通話涉及關說。台北地檢署於2014年7月，以查無法官索賄或司法黃牛關說實據，簽結此案。王金平與柯建銘等人，皆不起訴。

### 各方反應
民進黨考慮過發動國會彈劾、罷免總統馬英九，並最後發動了倒閣案，但未通過。

## 爭議

### 上訴爭議
對於柯建銘全民電通背信案，法院於一審和二審做出六個月徒刑判決，但於更一審時做出無罪判決。特偵組與檢察總長黃世銘認為，背信罪是即成犯，應該上訴，因此認定林秀濤檢察官受到關說影響。特偵組並指出林秀濤檢察官於偵訊時，供出確實受到陳守煌檢察長的壓力不要上訴，懷疑她可能違反刑法第125條或貪污治罪條例。在監聽後，特偵組認定林秀濤並無貪瀆事實，沒有刑事責任，但其不上訴受關說影響，函送檢察官評議委員會。
林秀濤檢察官事後向記者說明，被告柯建銘涉及的1,200萬債務，最後還是要由柯建銘承擔，由臺灣法律實務與甘添貴教授等人的見解，背信罪屬結果犯，上訴沒有實益。她認同高等法院判決結果，高檢署檢察長陳守煌也同意她的見解，因此決定不上訴。根據《刑事訴訟法》，檢察官有權依個人心證與法律，獨立決定是否依法提起上訴，並無不法。林秀濤批評特偵組曲解其證詞，她強調該案是因為沒有發現《刑事訴訟法》第377條「上訴於第三審法院，非以判決違背法令為理由，不得為之。」的情事，才決定不上訴。

### 司法關說爭議
雖然特偵組側錄到王金平與柯建銘之間的通話，但因為王金平、柯建銘、曾勇夫、陳守煌、林秀濤等人之間，不存在對價關係，未涉及貪瀆罪。
王金平對曾勇夫，陳守煌對林秀濤之間的談話，主要在於表達對檢察官濫行上訴的憂慮，特偵組所提供的證據也不足以證明林秀濤不上訴的行為與王金平之間的因果關係。根據行政院規定，所謂關說，是指提出的請求有違反法令契約的疑慮，林秀濤檢察官未進行上訴，是根據《刑事訴訟法》規定，並沒有違反法律，因此王金平即使有提出請托，在法律上也難以被認定是關說。
檢察總長黃世銘承認，王金平是否是關說，在法律上是難以認定與定罪的，因此特偵組並未將此案送交法院起訴。但馬英九總統與檢察總長黃世銘認為，從監聽譯文、林秀濤筆錄以及最終沒進行上訴的事實，就足以證明這是一次成功的關說。雖然在法律上無法定罪，但應該追究在道德及政治層面上的責任。

### 偵查不公開與洩密爭議
此案直到9月5日才偵結。檢察總長黃世銘於8月30日向馬英九總統報告案情時，仍在偵查期間，涉及違反偵查不公開原則與公務員洩密。
黃世銘認為，根據他的辦案經驗，在8月31日時已確定此案為實質偵結，向總統報告是為了維護公共利益，符合偵查不公開原則的例外規定，況且王金平與柯建銘的監聽譯文，非刑事不法的證據，而是行政調查的證據，所以沒有洩密的問題。

### 監聽與洩密爭議
檢察總長黃世銘召開記者會進行說明，特偵組進行監聽，與公布監聽譯文，一切作為都是合法的。
依據《通訊保障及監察法》，為避免侵犯人民秘密通訊的權利 ，監聽是刑事偵察的最後手段，只有涉及第五條中所定的重罪，才能依法監聽，違反第五條所進行監聽所取得的相關證據，依法不得作為證據。王金平與柯建銘之間的對話，並未涉及第五條的刑事重罪，依法不得監聽；監聽到非偵查目的之其他內容，根據通訊保障與監察法第18-1條第1項之規定，不能當成法律證據，或行政調查證據。據《通訊保障及監察法》規定，與監察目的無關的內容，應該銷燬，特偵組將監聽譯文送交總統，並將部分內容直接以新聞稿公布，涉嫌違反相關規定。
在沒有法院許可及刑事犯罪事實的前提下，特偵組直接調閱王金平的通聯記錄，並向公眾直接公布監聽內容，涉及違反《個人資料保護法》。
當事人陳守煌批評特偵組知法玩法，「以刑事調查之名，行行政調查之實」，擅自公布通聯對話內容，違反《通訊保障及監察法》第18條「監察通訊所得資料，不得提供與其他機關 (構) 、團體或個人。」。前法務部政務次長李進勇表示，黃世銘在案件未偵結前就向總統報告案情，馬英九與黃世銘等人，已經涉及違反刑法第132條的洩密罪，以及通信保障及監察法中第24、27條中違法監聽、交付洩漏等刑責。李進勇並於9月9日向特偵組告發，以違法監聽、洩密等罪，告發總統馬英九、檢察總長黃世銘及特偵組代理主任楊榮宗等人。

### 特偵組擴權約談爭議
在監聽到王金平談話內容後，特偵組約談高檢署檢察官林秀濤與其同事，在未告知偵訊目的與所犯罪名的狀況下，取得其筆錄證詞，涉嫌違反《刑事訴訟法》第95條。
依《刑事訴訟法》，檢察官有權依個人心證與法律，決定是否依法提起上訴，如有疏失，亦僅屬行政責任。在無刑事責任的前提下，特偵組無權直接對檢察官進行訊問，根據《法院組織法》，高檢署檢察官的主管機關為法務部與高檢署，如有疏失，應由他們對林秀濤檢察官進行行政調查。特偵組直接約談檢察官，涉及越權。法務部長、高檢署檢察長、立法院院長的行政位階皆高於特偵組，在非貪瀆案的情形下，特偵組假借刑事偵查的名義，對他們進行實質行政調查，也有越權的嫌疑。
如果確有刑事貪瀆罪嫌，特偵組並未約談曾勇夫、陳守煌、王金平與柯建銘，但直接以行政處份，這也被質疑是政治介入。
檢察總長與特偵組認為，他們原是以貪瀆罪嫌來追查林秀濤，約談林秀濤檢察官也用於了解不上訴理由以及釐清是否有對價關係，以查清是否有涉案可能。非貪瀆案是調查後的結論，而不是前提。雖然最後以查無對價關係簽結，但在調查過程中查到立法介入行政和司法情節嚴重，不能置之不理。

### 違反程序正義
在特偵組偵查王金平案時，反對者認為數項偵辦程序違反程序正義。
在陳榮和案中，特偵組衍生出100年度特他字第61號案，以此取得法院監聽許可，去偵查柯建銘是否涉嫌介入吳健保最高法院關說假釋案，之後又以此案來監聽檢察官林秀濤。這些案件與陳榮和案無關，是偵察過程中衍生的獨立事件，特偵組卻沒有分案，以另外的案號來進行獨立調查，以A案來調查B案，似有擴權嫌疑。在2012年8月高等法院已對陳榮和案做出二審宣判，但是特偵組仍持續監聽柯建銘至2013年9月，因此得以側錄到王金平與柯建銘的疑似關說案。臺北地方法院簽發的監聽許可，其目的在於監聽柯建銘是否涉入陳榮和案。以同一個案號，來偵辦多個無關案件，申請監聽，案號目的與監聽目的明顯不同，涉嫌以合法許可來掩蓋非法偵查行為。
在偵辦過程中，特偵組未傳訊包括王金平、柯建銘、曾勇夫、陳守煌等人，聽取他們的說法，並請他們提供對自己有利的證據，以澄清案情。特偵組直接做出偵查結論，也被認為不符程序。

### 特偵組與檢察體系
王金平批評，特偵組與檢察官，長期以來有濫行上訴的現象。反對黨則抨擊檢察體系，監聽過於浮濫，各級法院核可率達83%，把關不嚴謹，可能造成人權被侵害。

### 總統做法
2013年9月11日，一位國民黨廉政委員被記者詢問考紀會處理王金平案可能的意向時一針見血道破此案形勢：「從法規面上，比例原則大有問題；但若從黨高層為所欲為的黨文化上，大勢已經底定」。

## 餘波

### 行政調查
立法院
11月29日，立法院紀律委員會，認為柯建銘關說案未成立，通過不處份。其中國民黨立委呂學樟、陳根德、張慶忠、陳鎮湘、陳淑慧與江惠貞等人皆迴避出席，技術性使決議順利通過。
監察院

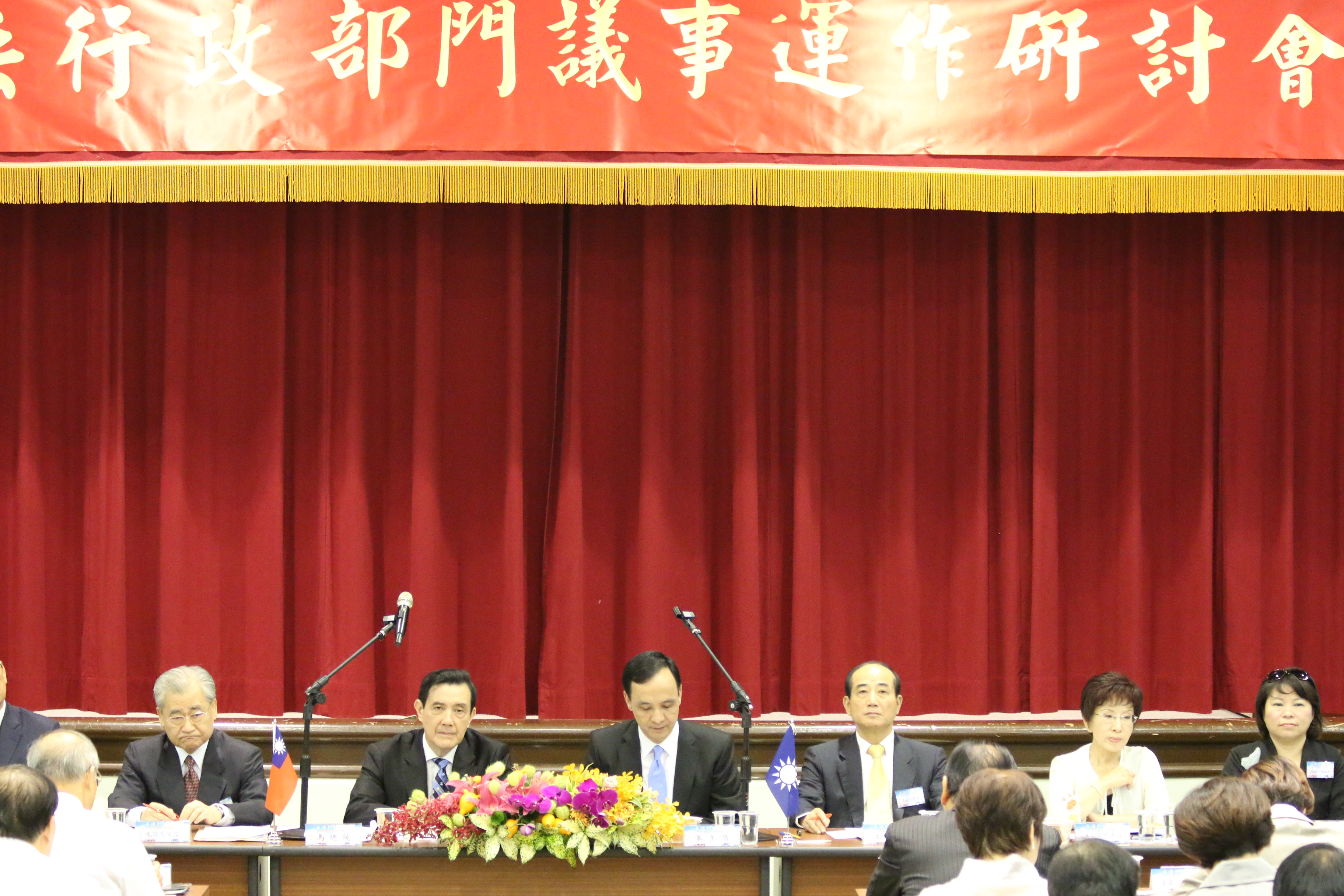
2015年國民黨立法行政部門議事運作研討會上，馬與王中間隔著朱立倫。

監察委員洪德旋、吳豐山申請調查，並提出彈劾案。11月28日，監察院進行黃世銘彈劾案審查會，以5票對5票，否決此案。2014年1月7日，監察院二度召開審查會，以6票對6票，黃世銘彈劾案再度遭否決，依監察法，此案不能再提出。
2014年1月15日，監察院監院司法及獄政委員會無異議通過監察委員洪德旋、吳豐山的調查報告，報告中認為，黃世銘違反刑法、刑事訴訟法、通訊保障及監察法等洩密罪相關法規，希望司法院會同行政院研議，建立妥善偵查不公開機制。這份關說、監聽及洩密案調查報告的內容，與黃世銘彈劾案，內容有九成五雷同。
行政院
12月14日，法務部檢察官評鑑委員會做出決議：
1. 檢察總長黃世銘濫權監聽、違法公布監聽內容，應受懲戒。應由法務部移送監察院審查，建議撤職。
2. 特偵組檢察官楊榮宗違法監聽立法院總機，應由法務部移送監察院審查，建議申誡。
3. 特偵組檢察官鄭深元，濫權監聽，違法監聽立法院總機、公布監聽內容，應由法務部移送監察院審查，建議申誡。
4. 高院檢察長陳守煌，接受立法院長王金平關說，並向林秀濤檢察官關說，未依法登錄，公正性可疑。報由法務部核處，建議警告。
5. 檢察官林秀濤，接受陳守煌關說。報由法務部核處，建議警告[127]。

12月19日，監察委員洪德旋、吳豐山二度提案彈劾黃世銘。12月20日，在數度意見分歧的討論後，洪德旋、吳豐山同意撤回彈劾案。
12月20日，法務部檢察官審議委員會開會決定，依檢察官評鑑委員會建議，將捲入關說案的高檢署檢察長陳守煌記警告一次，並免去高檢署檢察長職務，改調最高檢查署檢察官，高檢署檢察官林秀濤，記警告一次。

### 逸事
2015年9月，柯建銘在其個人臉書對九月政爭的發生原因提出見解。在2013年初，立法院經過朝野協商，通過制定《高級中等教育法》，並附帶決議，要軍訓教官在8年內退出高中校園。柯建銘致電王金平，在對談中，柯建銘擔心馬英九總統對此決議不滿，王金平回答：「我咧插潲伊」（臺灣話，意為「我還理他」或「我懶得理他」，有不屑的語氣；正確台文對應字為「我咧插潲伊」 Goá teh chhap-siâu--i, 「插潲」為「理睬」之粗俗說法）。在當時，特偵組正持續監聽柯建銘的電話，柯建銘認為馬英九總統可能是因為這段對談而決定發動這次行動。

## 议论与影響

### 檢察總長權責爭議
檢察總長黃世銘認為，他是依《中華民國憲法》第二章第44條規定，直接向總統報告，並未涉及違法洩密，且總統非事件當事人，與前法務部法務部調查局局長葉盛茂，涉嫌在任內將艾格蒙組織調查前總統陳水扁家族洗錢的情資洩漏給陳水扁不同。
根據《法院組織法》第111條，檢察總長直屬於法務部，為行政院的一員；檢察總長與特偵組皆不直屬於總統。黃世銘越過法務部長與行政院長，直接向總統報告案情，馬英九總統因此得以直接指揮檢察總長與特偵組，引發總統擴權爭議。特偵組與檢察總長非直屬於總統府之機構，不應直接對總統報告，正在進行中刑事案件的偵辦內容，此舉有觸犯公務員洩密罪的嫌疑。

### 總統權責爭議

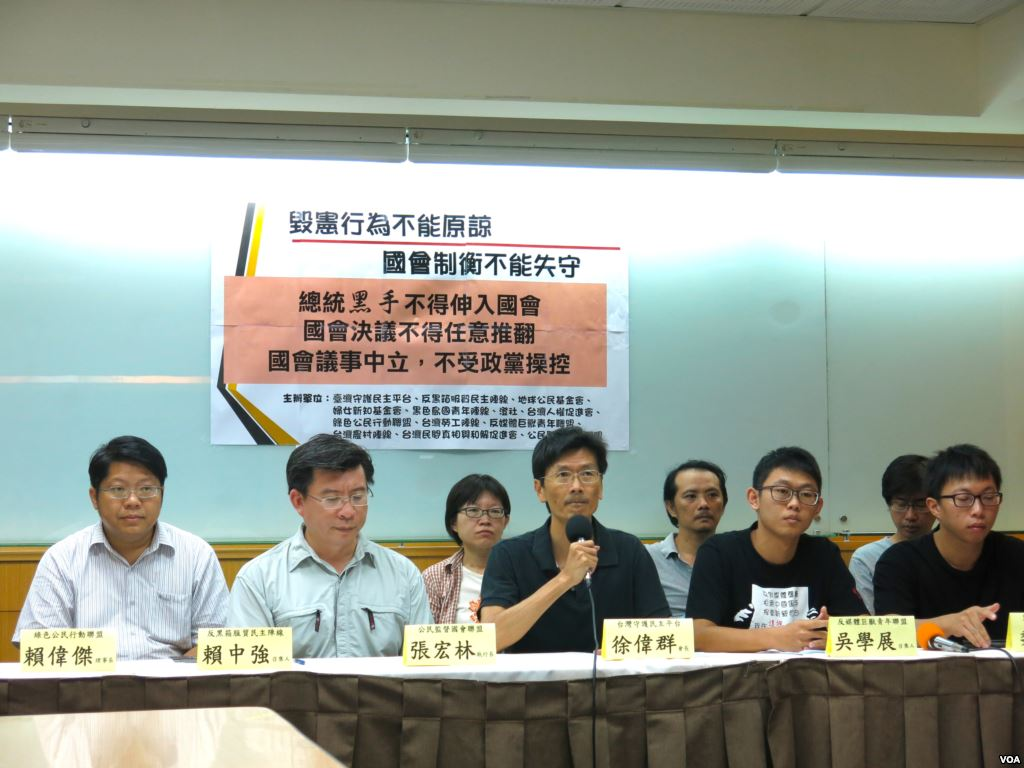
多個公民團體批評馬英九破壞憲政。

有基層檢察界和法律學學者指出「總統對於院與院間之爭執，除本憲法有規定者外，得召集有關各院院長會商解決之。」的「院際糾紛」是總統對於院與院間的爭執，得召集各院院長會商解決，此法設立的目的是為了解決院與院間制度上的衝突問題，而本案是人的問題，不是法理爭端的制度問題，不適用此法條，以院際糾紛為由報告總統，「不倫不類」。本案與第44條所述之「院際調解權」明顯無關。該條文所謂的「爭執」，限於涉及權力分立事項的爭執。
目前立法院長被指控的案情僅屬立法委員行為倫理的爭議，與權力分立無涉，如何可以適用該條？本案中，並未出現五院爭端，總統也沒有指揮立法院院長的權限。而且依該條規定，總統只是在五院間出現爭端時居間協調，頂多就是召集各院院長會商，不能獨斷獨行，自己認定事實，自己宣布應該如何處理。不可諱言，由於國會立法怠惰，到目前為止，我們還欠缺詳細的立法委員行為倫理規範。但這不代表總統就可以越俎代庖，直接把手伸進立法院。
中央研究院法律研究所副研究員邱文聰等學者說檢察機關的中立性不容淪為政治工具，黃世銘向馬英九報告關說案情涉洩密違法；但馬英九隔天主動要黃再向他補充報告，則有明顯濫權違憲的問題。總統的憲法職權，絕對不包括個案偵查權，總統不可以成為揭露偵查個案的洩密對象。馬英九以檢察機關監聽譯文及通聯紀錄當政治工具，未經司法判決就認定王金平有罪，指揮以黨紀換掉國會議長，嚴重破壞憲法權力分立原則。
總統及行政院院長依法均無權指揮特偵組，或對立法院進行行政調查。總統無權質疑國會議長關說，這是立院內部的自律問題，程序上輪不到總統處理。

### 監聽國會
中研院法研所邱文聰認為，取得通聯紀錄在刑事訴訟法相當於搜索，黃世銘取得王金平的通聯紀錄無異於去搜索立法院。尤其王金平又是國會議長，要查其通聯紀錄須更為謹慎。

### 國會自治與自律
一群公法學者在臉書連署發表一篇名為《馬總統已經跨越憲政民主的紅線：一群公法學者對於總統介入國會自律事件的共同意見（页面存档备份，存于）》的文章，批評馬英九利用國民黨主席之權勢，強力運作該黨對王金平做出撤銷黨籍之嚴厲黨紀處分，此舉已公然逾越權力分立體制應有的分際，危害了自由民主的憲政秩序。此文強調：一、總統是一個憲法機關，其權力之行使必須受到憲法規範的約束，當然也必須符合包括民主原則及權力分立原則在內的憲法整體基本原則；二、國會自律是構成權力分立秩序的憲法基礎原則之一；三、總統不可以越權干涉國會自律事項。

依2002年通過的《立法委員行為法》，立法委員不得受託對進行中之司法案件進行遊說。如有違反，應由立院紀律委員會主動調查、審議，作成處分後，由立法院院會決定。大法官會議也早在釋字第342號解釋中就已經確認「國會自律」的憲法原則。雖然「國會自律」的範疇僅限於與議事有關的部分，但是究竟如何區分是否屬於議事範疇，仍應以國會自主判斷為原則。換言之，國會議員最大的壓力是來自於政治上的責任，包括來自選民的壓力和來自所屬政黨規範。

### 國會議長之黨籍與中立性
臺灣時報2013年9月12日社論，「按照大法官解釋，國會行使立法權之程序得依自行訂定之議事規範為之，議事規範如何踐行為國會內部事項，行政、司法或其他國家機關均應予以尊重。依照憲法規定，國會議長必須保持政黨中立，因其身分特殊，不能只憑黨紀處分使其喪失議長地位，否則藉黨紀控制國會，議長的中立性及國會的自主性如何維繫？誰能抗衡日趨專斷蠻橫的馬政府？」